# Сабанеев, Евгений Александрович
Евге́ний Алекса́ндрович Сабане́ев (1847—1919) — архитектор, педагог, историк искусства, действительный член Императорской Академии художеств.

## Биография
Двоюродный брат Леонида и Александра Павловичей Сабанеевых.
Получил образование в Императорской академии художеств, от которой получил медали: малую (1867) и большую (1869) серебряные и малую золотую (1871) за «Проект православной церкви для кладбища». Отказавшись от конкурса на большую золотую медаль, отправился на два года, на собственный счёт, за границу и слушал лекции истории искусства в Дюссельдорфе, Гейдельберге и Париже.
В 1873 году получил звание классного художника 2-й степени, в 1875 году — за «Проект римско-католической церкви для кладбища» — признан художником 1-й степени и в 1879 году — за «Проект станции железной дороги» — получил звание академика. В 1872—1880 годах служил архитектором при Главном артиллерийском управлении. Принимал участие в организации Политехнической выставки 1872 года в Москве.
Преподавал в Академии художеств: с 1878 по 1892 — историю искусства; с 1883 года — эстетику и археологию, с 1903 по 1917 (?) — историю искусства Возрождения.
В 1878 году начал преподавать историю искусств, акварельную живопись и сочинение декоративных рисунков в Рисовальной школе Императорского общества поощрения художеств. В 1881 стал директором Рисовальной школы и оставался на этой должности в течение 25 лет, до 1906 года.
С 1887 года был постоянным инспектором архитектурных работ по Исаакиевскому собору.
В 1901 году редактировал «Художественные сокровища России».
В 1907—1908 годах он — уполномоченный Императорской археологической комиссии при реставрации живописи Романово-Борисоглебских соборов.
С 31 декабря 1895 года — действительный статский советник. Был награждён орденами: Св. Станислава 1-й ст. (1899), Св. Анны 1-й ст. (1899), орденом Св. Владимира 2-й ст. (1908). Действительный член Императорской Академии художеств (1898). В 1911 году был произведён в тайные советники за работы по Исаакиевскому собору.
Действительный член Ярославской губернской учёной архивной комиссии с 1911 года.
Е. А. Сабанеев — землевладелец Романов-Борисоглебского уезда, последний владелец родовой усадьбы Аннинское, состоял в Романов-Борисоглебске мировым судьёй.
Член жюри конкурса на памятник Ф. Г. Волкову в Ярославле.

## Проекты
- Дом Чернова в Москве[3]
- Усадьба князей Грузинских Михайловское Владимирской губернии[4][5]
- Часовня Нарышкиных на кладбище Александро-Невской лавры
- Английская наб., 14 (ул. Галерная, 13 — Домовладение Тенишевых (Чаплиц М.К.) памятник архитектуры (региональный) Объект культурного наследия № 7810010000№ 7810010000
- Здание Земской управы и Александровской больницы в Борисоглебске[6].

## Труды
- Сабанеев Е. А. Курс начального рисования. Тетради 1—5 / Сост. Е. А. Сабанеевым, дир. Рис. шк. О-ва поощрения художеств. — Санкт-Петербург: Общество поощрения художеств, 1900.
- Ремонт здания Петербургского Исаакиевского кафедрального собора // Труды 3 съезда русских зодчих. М., 1905, С. 200-211.